# FNC 엔터테인먼트
FNC 엔터테인먼트(영어: FNC ENTERTAINMENT)는 가수 겸 작곡가 출신 한성호가 설립한 연예기획사이다. 본사는 서울특별시 강남구 도산대로85길 46 (청담동)에 위치에 있으며 소속 아티스트는 FT아일랜드, CNBLUE, 엔플라잉, 로운, SF9, 정해인, 문세윤, 이국주, 노홍철, AxMxP 등이 있다. 2006년 피쉬엔케익뮤직(Fish & Cake)을 설립한 후 주로 밴드그룹 위주로 아티스트를 발굴했다. 이후 음반 프로듀싱, 아티스트 육성 및 매니지먼트, 드라마 OST 제작, 공연 기획 분야에서 두드러지는 성장세를 보여왔다. 2012년 4월에 사명을 FNC 엔터테인먼트로 바꾸고 종합 엔터테인먼트사로 영역을 확장하면서 영화 및 드라마 제작 영역으로도 발을 넓히고 있다. 2014년 12월 4일 엔터테인먼트 기업으로는 SM 엔터테인먼트, YG 엔터테인먼트, JYP 엔터테인먼트에 이어 4번째로 코스닥 상장에 성공하였다.

## 현재 소속 아티스트

### 현재 소속 아티스트(가수)
- FT아일랜드 : 이홍기, 이재진, 최민환
- CNBLUE : 정용화, 강민혁, 이정신
- 엔플라잉 : 이승협, 차훈, 김재현, 유회승, 서동성
- SF9 : 영빈, 인성, 재윤, 다원, 주호(타소속), 유태양, 휘영, 찬희
- P1Harmony : 테오, 기호, 지웅, 인탁, 소울, 종섭
- 앰퍼샌드원 : 나캠든, 브라이언, 최지호, 윤시윤, 카이렐, 마카야, 김승모
- AxMxP : 하유준, 크루, 김신, 주환

### JAPAN 소속 아티스트
- 프리킬 : 유키노, 나나, 린
- Hi-Fi Un!corn : 김현율, 손기윤, 엄태민, 후쿠시마 슈토, 허민

### 현재 소속 아티스트(배우)
- 로운
- 강설
- 문지인
- 박광현
- 박현정
- 이동건
- 정해인
- 성혁
- 박광재
- 정진영
- 진예주
- 김아윤
- 이승주
- 한은서
- 권다현
- 이채윤
- 임현수
- 남우현
- 허준우
- 김누리
- 김서연
- 박지원
- 유주
- 보라
- 채린

### 현재 소속 아티스트(방송인)
- 이국주
- 문세윤
- 노홍철
- 문지애
- 이세영
- 조우종
- 최성민
- 유재필
- 이형택
- 정다은

### 현재 소속 아티스트(연출가)
- 김성용

## 현재 소속 연습생
남성
- 토우이 - 2003년생. FNC JAPAN 소속. 보이즈 플래닛 참가자.
- 한예준 - 2006년생. 2020 FNC PICK UP STAGE : YOUTH 출신.

여성
- 권내현 - 2005년생. 2020 FNC PICK UP STAGE : YOUTH 출신.
- 황시은 - 2009년생. 유니버스 티켓 참가자.
- 화이트 미셸 - 2004년생. 아이돌학교 참가자.

## 과거 소속 아티스트
- 기현우
- 정형돈
- 김용만
- 이해우
- 유재석
- 곽동연
- 윤진서
- 송은이
- 정우
- 씨엔블루
  - 이종현 - 2019년 8월 그룹 탈퇴 및 2020년 계약만료
- FT아일랜드
  - 오원빈 - 원년멤버로 2009년 1월 그룹 탈퇴. 이후 송승현이 역할을 이어받았다.
  - 최종훈 - 빅뱅 승리 버닝썬 게이트에 연루되어 2019년 3월 그룹 탈퇴 및 연예계 은퇴 선언을 했다.
  - 송승현 - 2019년 12월 계약만료 후 탈퇴
- 주니엘 - 現 C9 엔터테인먼트.
- 지석진 - 現 아이오케이엔터테인먼트. 2015년 9월 계약 후 다음해 4월 상호계약해지
- 이다해 - 現 FN엔터테인먼트. 2016년 4월 계약만료 후 이적
- AOA
  - 서유경 - 2016년 5월 계약만료 후 탈퇴
  - 박초아 - 2017년 6월 탈퇴 및 2019년 5월 계약만료
  - 권민아 - 2019년 5월 계약만료 후 탈퇴
  - 서유나 - 2021년 1월 계약만료 후 탈퇴
  - 신지민 - 2020년 7월 탈퇴 및 2022년 1월 계약만료
  - 설현 - 2022년 계약만료
  - 혜정 - 2023년 계약만료
  - 임도화 - 2024년 계약만료
- 송세현
- 이채원
- 김민서 - 2017년 6월 플라이업 엔터테인먼트로 이적
- 정혜성 - 2018년 12월 제이와이드컴퍼니로 이적
- 이노베이터
- N.Flying
  - 권광진 - 2018년 12월 그룹 탈퇴 및 상호 계약 해지
- HONEYST - 2019년 4월 26일 그룹활동 종료 및 해체
  - 김환
  - 김철민
  - 오승석
- 조재윤 - 2019년 5월 비비엔터테인먼트 로 이적
- 정우
- 체리블렛
  - 미래 - 2019년 12월 계약해지 및 그룹 탈퇴
  - 코로로 - 2019년 12월 계약해지 및 그룹 탈퇴
  - 린린 - 2019년 12월 계약해지 및 그룹 탈퇴
  - 해윤 - 2024년 4월 계약만료
  - 메이 - 2024년 4월 계약만료
  - 레미 - 2024년 4월 계약만료
  - 지원 - 2024년 4월 계약만료
- 정유진
- SF9
  - 주호 - 2024년 1월 계약만료. 팀 활동 이어 나감.
- 프리킬
  - 우타 - 2023년 12월 계약해지
  - 린코 - 2023년 12월 계약해지

## 제작
- 2013년 ~ 2014년 tvN 리얼리티 프로그램 《청담동 111》
- 2014년 JTBC 《보스와의 동침》 6회, 7회
- 2015년 MBC 《황금어장 라디오스타》 411회
- 2015년 KBS2 특집드라마 《고맙다, 아들아》
- 2015년 KBS2 월화드라마 《후아유 - 학교 2015》
- 2016년 MBC 에브리원 웹드라마 《클릭유어하트》
- 2016년 KBS2 월화드라마 《백희가 돌아왔다》
- 2017년 네이버 TV캐스트/넷플릭스 《마이 온리 러브송》
- 2017년 SBS 주말연속극 《언니는 살아있다》
- 2017년 SBS 아침드라마 《달콤한 원수》
- 2017년 KBS2 월화드라마 《란제리 소녀시대》

## 같이 보기
- SM 엔터테인먼트
- YG 엔터테인먼트
- JYP 엔터테인먼트
- 한승훈
- 하이브

## 본점 및 지점 현황
- 본점: 서울특별시 강남구 도산대로85길 46 (청담동)
- 파주지점: 경기도 파주시 직지길 376 (문발동)